# Neotrionymus kerzhneri
Neotrionymus kerzhneri är en insektsart som beskrevs av Danzig 1972. Neotrionymus kerzhneri ingår i släktet Neotrionymus och familjen ullsköldlöss. Inga underarter finns listade i Catalogue of Life.